# EHF Cup Winners' Cup
Cúp các đội đoạt cúp Liên đoàn bóng ném châu Âu (tiếng Anh: EHF Cup Winners' Cup) là một giải dành cho các đội câu lạc bộ bóng ném châu Âu đã đoạt Cúp quốc gia của mình. Giải này được tổ chức hàng năm.

## Danh sách các đội đoạt Cúp
| Năm              |                          | Chung kết   | Chung kết                      | Chung kết                    |                                 | Các đội thua bán kết | Các đội thua bán kết |
| Năm              | Đoạt cúp                 | Tỉ số       | Hạng nhì                       |                              |                                 |                      |                      |
| 1975-76 Chi tiết | BM Granollers            | 21-21 26-24 | GW Dankersen                   | IF Oppsal Oslo               | BSV Bern Muri                   |                      |                      |
| 1976-77 Chi tiết | MAI Moskva               | 17-16       | SC Magdeburg                   | Atletico de Madrid           | RK Partizan Bjelovar            |                      |                      |
| 1977-78 Chi tiết | VfL Gummersbach          | 15-13       | RK Željeznicar Niš             | ASPTT Metz                   | Anilana Lodz                    |                      |                      |
| 1978-79 Chi tiết | VfL Gummersbach          | 15-18 15-11 | SC Magdeburg                   |                              |                                 |                      |                      |
| 1979-80 Chi tiết | CB Calpisa Alicante      | 16-18 20-15 | VfL Gummersbach                |                              |                                 |                      |                      |
| 1980-81 Chi tiết | TuS Nettelstedt          | 16-18 17-14 | SC Empor Rostock               |                              |                                 |                      |                      |
| 1981-82 Chi tiết | SC Empor Rostock         | 22-18 14-17 | Dukla Praha                    | VfL Gunzburg                 | Throttur Reykjavik              |                      |                      |
| 1982-83 Chi tiết | SKA Minsk                | 24-26 34-22 | Dinamo Bucureşti               |                              |                                 |                      |                      |
| 1983-84 Chi tiết | FC Barcelona             | 24-21       | RK Sloga Doboj                 |                              |                                 |                      |                      |
| 1984-85 Chi tiết | FC Barcelona             | 23-30 27-20 | CSKA Moskva                    |                              |                                 |                      |                      |
| 1985-86 Chi tiết | FC Barcelona             | 20-18 19-21 | TV Grosswallstadt              |                              |                                 |                      |                      |
| 1986-87 Chi tiết | CSKA Moskva              | 16-18 22-17 | Amicitia Zürich                |                              |                                 |                      |                      |
| 1987-88 Chi tiết | SKA Minsk                | 21-24 27-15 | TV Grosswallstadt              |                              |                                 |                      |                      |
| 1988-89 Chi tiết | TUSEM Essen              | 16-17 19-16 | US Créteil Handball            |                              |                                 |                      |                      |
| 1989-90 Chi tiết | GD TEKA Santander        | 22-24 23-18 | HK Drott Halmstad              |                              |                                 |                      |                      |
| 1990-91 Chi tiết | TSV Milbertshofen        | 15-20 24-16 | CD Bidasoa Irún                |                              |                                 |                      |                      |
| 1991-92 Chi tiết | SE Bramac Veszprém       | 24-14 27-20 | TSV Milbertshofen              | TUSEM Essen                  | GOG Gudme                       |                      |                      |
| 1992-93 Chi tiết | OM Vitrolles             | 23-22 23-21 | Fotex Veszprém SE              | TUSEM Essen                  | Filippos Verias                 |                      |                      |
| 1993-94 Chi tiết | FC Barcelona             | 20-23 26-14 | OM Vitrolles                   | TSV Bayer Dormagen           | SC Pick Szeged                  |                      |                      |
| 1994-95 Chi tiết | FC Barcelona             | 31-24 26-22 | GOG Gudme                      | SG Wallau-Massenheim         | Borba Luzern                    |                      |                      |
| 1995-96 Chi tiết | TBV Lemgo                | 24-19 25-26 | GD TEKA Santander              | Pelister Bitola              | Red Star Beograd                |                      |                      |
| 1996-97 Chi tiết | Elgorriaga Bidasoa Irun  | 24-19 17-19 | Fotex Veszprém SE              | SC Magdeburg                 | US d'Ivry Handball              |                      |                      |
| 1997-98 Chi tiết | Caja Cantabria Santander | 30-15 26-24 | HSG Dutenhofen-Münchholzhausen | Viking                       | HC Lokomotiv-Polyot Cheljabinsk |                      |                      |
| 1998-99 Chi tiết | Prosesa Ademar León      | 19-20 32-23 | Caja Cantabria Santander       | RK Vardar Vatrostalna Skopje | Partizan Beograd                |                      |                      |
| 1999-00 Chi tiết | Portland San Antonio     | 28-19 20-26 | Dunaferr Sportegyesület        | Kolding IF                   | Prule 67 Ljubljana              |                      |                      |
| 2000-01 Chi tiết | SG Flensburg-Handewitt   | 32-25 19-24 | CB Ademar León                 | BM Valladolid                | TV Grosswallstadt               |                      |                      |
| 2001-02 Chi tiết | BM Ciudad Real           | 31-22 27-32 | SG Flensburg-Handewitt         | Dunaferr SE                  | Partizan Beograd                |                      |                      |
| 2002-03 Chi tiết | BM Ciudad Real           | 33-27 24-24 | Redbergslids IK                | TBV Lemgo                    | Celje Pivovarna Laško           |                      |                      |
| 2003-04 Chi tiết | Portland San Antonio     | 31-30 30-26 | BM Valladolid                  | TUSEM Essen                  | RK Gorenje Velenje              |                      |                      |
| 2004-05 Chi tiết | CB Ademar León           | 37-25 31-25 | RK Zagreb                      | HRK Izviđač Ljubuški         | RK Vardar Vatrostalna Skopje    |                      |                      |
| 2005-06 Chi tiết | Chekhovskiye Medvedi     | 29-36 32-24 | BM Valladolid                  | HSG Nordhorn                 | HCM Constanta                   |                      |                      |
| 2006-07 Chi tiết | HSV Hamburg              | 28-24 33-37 | CB Ademar León                 | RK "Bosna" Sarajevo          | RK Zagreb                       |                      |                      |
| 2007-08 Chi tiết | MKB Veszprém KC          | 37-32 28-28 | Rhein-Neckar Löwen             | Kadetten Schaffhausen        | BM Valladolid                   |                      |                      |
| 2008-09 Chi tiết | BM Valladolid            | 37-32 28-28 | HSG Nordhorn                   | ZMC Amicitia Zürich          | Kadetten Schaffhausen           |                      |                      |

## Tính theo quốc gia
| Nước                 | Đoạt cúp | Chung kết | Tổng cộng chung kết |
| -------------------- | -------- | --------- | ------------------- |
| Tây Ban Nha          | 16       | 8         | 23                  |
| Đức                  | 9        | 11        | 19                  |
| Nga                  | 4        |           | 4                   |
| Hungary              | 2        | 3         | 5                   |
| Belarus              | 2        |           | 2                   |
| Pháp                 | 1        | 2         | 3                   |
| Thụy Điển            |          | 2         | 2                   |
| Bosna và Hercegovina |          | 1         | 1                   |
| Croatia              |          | 1         | 1                   |
| Cộng hòa Séc         |          | 1         | 1                   |
| Đan Mạch             |          | 1         | 1                   |
| România              |          | 1         | 1                   |
| Serbia               |          | 1         | 1                   |
| Thụy Sĩ              |          | 1         | 1                   |